# Celastrus vulcanicolus
Celastrus vulcanicolus là một loài thực vật có hoa trong họ Dây gối. Loài này được Donn.Sm. mô tả khoa học đầu tiên năm 1916.